# Гејлтон (Пенсилванија)
Гејлтон (енгл. Galeton) град је у америчкој савезној држави Пенсилванија.

## Демографија
По попису из 2010. године број становника је 1.149, што је 176 (-13,3%) становника мање него 2000. године.
| Група             | 2000.         | 2010.         |
| Белци             | 1.283 (96,8%) | 1.107 (96,3%) |
| Афроамериканци    | 13 (1,0%)     | 10 (0,9%)     |
| Азијати           | 7 (0,5%)      | 5 (0,4%)      |
| Хиспаноамериканци | 11 (0,8%)     | 12 (1,0%)     |
| Укупно            | 1.325         | 1.149         |